# Vražda v Orient expresu (film, 1974)
Vražda v Orient expresu (v anglickém originále Murder on the Orient Express) je celovečerní film z roku 1974 natočený režisérem Sidney Lumetem podle stejnojmenného románu Agathy Christie. V hlavní úloze detektiva Hercula Poirota účinkoval Albert Finney, další role byly rovněž hvězdně obsazeny.

## Děj
Slovutný detektiv Hercule Poirot se vrací z Turecka do Anglie rychlíkem Orient Express. Během cesty Poirot potká svého přítele pana Bianchiho, ředitele železniční společnosti, která rychlík vlastní. Vlak je nezvykle plně obsazen, každé kupé první třídy je rezervováno. Po cestě dojde k vraždě jednoho z cestujících a Poirot má vzhledem k tomu, že vlak zapadl ve sněhové vánici, dost času svou pověstnou dedukcí zjistit, kdo je pachatelem.

### Schéma vagónu

Rozmístění cestujících ve vagónu Orient expresu. Modrá – 1. třída, část – 2. třída, žlutá – průvodčí Pierre Michel

## Obsazení
v abecedním pořadí podle herců
| Lauren Bacallová    | paní Hubbardová (3)       |
| Martin Balsam       | Bianchi (4)               |
| Ingrid Bergmanová   | Greta Ohlsson (10)        |
| Jacqueline Bisset   | hraběnka Andrényi (12)    |
| Colin Blakely       | Cyrus Hardman (16)        |
| Jean-Pierre Cassel  | průvodčí Michel           |
| Sean Connery        | plukovník Arbuthnot (15)  |
| George Coulouris    | dr. Constantine           |
| Vernon Dobtcheff    | concierge                 |
| Albert Finney       | Hercule Poirot (1)        |
| John Gielgud        | Edward Beddoes            |
| Wendy Hiller        | kněžna Dragomiroff (14)   |
| Jeremy Lloyd        | pobočník                  |
| John Moffatt        | zřízenec                  |
| Anthony Perkins     | Hector McQueen (6)        |
| Vanessa Redgraveová | Mary Debenhamová (11)     |
| Rachel Roberts      | Hildegarde Schmidtová (8) |
| Dennis Quilley      | Foscarelli (5)            |
| Richard Widmark     | Ratchett (2)              |
| Michael York        | hrabě Andrényi (13)       |

## Ohlas
Film zaznamenal velký komerční úspěch – při rozpočtu pouhých 1,4 milionu dolarů utržil 36 milionů jen v Severní Americe a stal se 11. nejvýdělečnějším filmem roku 1974.
Respektovaný kritik Roger Ebert udělil snímku 3 hvězdy ze 4.
Samotné autorce předlohy Agatě Christie se film líbil, což bylo od ní velmi vzácné hodnocení. Vyjádřila pouze zklamání z Poirotova kníru, který si představovala mnohem extravagantnější.
Předloha byla od té doby filmově zpracována ještě několikrát – zejména roku 2010 v rámci televizního cyklu Hercule Poirot s Davidem Suchetem, a roku 2017 v podání Kennetha Branagha.

## Ocenění
- Cena BAFTA:
  - nejlepší herec ve vedlejší roli – John Gielgud
  - nejlepší herečka ve vedlejší roli – Ingrid Bergmanová
  - cena Anthonyho Asquitha za nejlepší filmovou hudbu – Richard Rodney Bennett
  - nominace: nejlepší film
  - nominace: nejlepší herec v hlavní roli (Albert Finney)
  - nominace: nejlepší režie (Sidney Lumet)
  - nominace: nejlepší kamera (Geoffrey Unsworth)
  - nominace: nejlepší výprava (Tony Walton)
  - nominace: nejlepší kostýmy (Tony Walton)
- Grammy:
  - nejlepší filmový soundtrack – Richard Rodney Bennett
- Oscar:
  - nejlepší ženský herecký výkon ve vedlejší roli – Ingrid Bergmanová
  - nominace: nejlepší mužský herecký výkon (Albert Finney)
  - nominace: nejlepší kamera (Geoffrey Unsworth)
  - nominace: nejlepší návrh kostýmů (Tony Walton)
  - nominace: nejlepší hudba (R. R. Bennett)
  - nominace: nejlepší původní scénář (Paul Dehn)